# Chloroclysta rubroviridata
Chloroclysta rubroviridata är en fjärilsart som beskrevs av Adrian Hardy Haworth 1802. Chloroclysta rubroviridata ingår i släktet Chloroclysta och familjen mätare. Inga underarter finns listade i Catalogue of Life.